# Ahmed Hegazy
Ahmed Hegazy (Arabisch:أحمد حجازي) (Ismaïlia, 25 januari 1991) is een Egyptisch voetballer die doorgaans als centrale verdediger speelt. Hij verruilde Al-Ahly in januari 2018 voor West Bromwich Albion, dat hem in het voorgaande halfjaar al huurde. Hegazy debuteerde in 2011 in het Egyptisch voetbalelftal.

## Clubcarrière
Hegazy debuteerde op 24 november 2009 in het betaald voetbal in het shirt van Ismaily SC. Op 22 december 2011 maakten de Egyptenaren bekend dat ze een akkoord bereikt hadden met ACF Fiorentina, dat anderhalf miljoen euro wilde betalen voor de centrumverdediger. Op 18 november 2012 maakte hij zijn debuut in de Serie A tegen Atalanta Bergamo. Hij viel veertien minuten voor tijd in voor de Argentijn Facundo Roncaglia. Op 28 november 2012 maakte hij zijn eerste doelpunt voor La Viola in het bekerduel tegen Serie B-club Juve Stabia. Op 4 december 2012 onderging hij een kruisbandoperatie, waardoor hij de rest van het seizoen moest missen. In het seizoen 2013/14 kwam hij eenmaal in actie. Op 2 februari 2015 maakte Fiorentina bekend dat Hegazy tijdelijk deel uit zou gaan maken van de selectie van AC Perugia door middel van een huurconstructie. Nadat hij daarvan terugkeerde, liet de Italiaanse club hem transfervrij vertrekken naar Al-Ahly.
Al-Ahly verhuurde Hegazy in juli 2017 voor een jaar aan West Bromwich Albion. Dat nam hem in januari 2018 definitief over.

## Interlandcarrière
Hegazy maakte op 3 september 2011 zijn debuut in het Egyptisch voetbalelftal tegen Sierra Leone. Deze wedstrijd in het kwalificatietoernooi voor het Afrikaans kampioenschap voetbal 2012 eindigde in een 2–1 nederlaag. Hegazy speelde de volledige wedstrijd; ook Mohamed Salah debuteerde in dit duel in het nationaal elftal. Op 4 juni 2013 maakte Hegazy zijn eerste interlanddoelpunt, in een vriendschappelijke wedstrijd tegen Botswana (1–1). Hegazy werd in juni 2018 door bondscoach Héctor Cúper opgenomen in de selectie van Egypte voor het wereldkampioenschap in Rusland. Zijn toenmalige teamgenoten Ali Gabr (eveneens Egypte), Nacer Chadli (België) en Grzegorz Krychowiak (Polen) waren eveneens actief op het toernooi.

## Clubstatistieken
| Seizoen    | Club           | Competitie          | Competitie | Competitie | Competitie | Beker | Beker | Beker | Internationaal | Internationaal | Internationaal | Totaal | Totaal | Totaal |
| Seizoen    | Club           | Competitie          | Wed.       | Dlp.       | Ass.       | Wed.  | Dlp.  | Ass.  | Wed.           | Dlp.           | Ass.           | Wed.   | Dlp.   | Ass.   |
| ---------- | -------------- | ------------------- | ---------- | ---------- | ---------- | ----- | ----- | ----- | -------------- | -------------- | -------------- | ------ | ------ | ------ |
| 2009/10    | Ismaily FC     | Premier League      | 12         | 0          | 1          | 1     | 0     | 0     | 3              | 0              | 0              | 16     | 0      | 1      |
| 2010/11    | Ismaily FC     | Premier League      | 7          | 0          | 1          | 3     | 0     | 0     | —              | —              | —              | 10     | 0      | 1      |
| 2011/12    | Ismaily FC     | Premier League      | 9          | 0          | 0          | 0     | 0     | 0     | —              | —              | —              | 9      | 0      | 0      |
| Clubtotaal | Clubtotaal     | Clubtotaal          | 28         | 0          | 2          | 4     | 0     | 0     | 3              | 0              | 0              | 35     | 0      | 2      |
| 2012/13    | AFC Fiorentina | Serie A             | 2          | 0          | 0          | 1     | 1     | 0     | —              | —              | —              | 3      | 1      | 0      |
| 2013/14    | AFC Fiorentina | Serie A             | 1          | 0          | 0          | 0     | 0     | 0     | —              | —              | —              | 1      | 0      | 0      |
| Clubtotaal | Clubtotaal     | Clubtotaal          | 3          | 0          | 0          | 1     | 1     | 0     | 0              | 0              | 0              | 4      | 1      | 0      |
| 2014/15    | → Perugia      | Serie B             | 10         | 0          | 0          | 0     | 0     | 0     | —              | —              | —              | 10     | 0      | 0      |
| Clubtotaal | Clubtotaal     | Clubtotaal          | 10         | 0          | 0          | 0     | 0     | 0     | 0              | 0              | 0              | 10     | 0      | 0      |
| 2015/16    | Al-Ahly        | Premier League      | 29         | 0          | 1          | 1     | 0     | 0     | 8              | 1              | 0              | 38     | 1      | 1      |
| 2016/17    | Al-Ahly        | Premier League      | 11         | 0          | 0          | 1     | 0     | 0     | 6              | 1              | 0              | 18     | 1      | 0      |
| Clubtotaal | Clubtotaal     | Clubtotaal          | 40         | 0          | 1          | 2     | 0     | 0     | 14             | 2              | 0              | 56     | 2      | 1      |
| 2017/18    | → West Brom    | Premier League      | 38         | 2          | 0          | 4     | 0     | 0     | —              | —              | —              | 42     | 2      | 0      |
| 2018/19    | West Brom      | Championship        | 40         | 1          | 2          | 3     | 0     | 0     | —              | —              | —              | 43     | 1      | 2      |
| 2019/20    | West Brom      | Championship        | 16         | 1          | 0          | 2     | 0     | 0     | —              | —              | —              | 18     | 1      | 0      |
| 2020/21    | West Brom      | Premier League      | 1          | 0          | 0          | 0     | 0     | 0     | —              | —              | —              | 1      | 0      | 0      |
| Clubtotaal | Clubtotaal     | Clubtotaal          | 95         | 4          | 2          | 9     | 0     | 0     | 0              | 0              | 0              | 104    | 4      | 2      |
| 2020/21    | → Ittihad      | Professional League | 26         | 2          | 0          | 2     | 1     | 0     | —              | —              | —              | 28     | 3      | 0      |
| 2021/22    | Ittihad        | Professional League | 18         | 3          | 0          | 1     | 0     | 0     | —              | —              | —              | 19     | 3      | 0      |
| 2022/23    | Ittihad        | Professional League | 28         | 4          | 1          | 5     | 0     | 0     | —              | —              | —              | 33     | 4      | 1      |
| Clubtotaal | Clubtotaal     | Clubtotaal          | 72         | 9          | 1          | 8     | 1     | 0     | 0              | 0              | 0              | 80     | 10     | 1      |
| TOTAAL     | TOTAAL         | TOTAAL              | 248        | 13         | 6          | 24    | 2     | 0     | 17             | 2              | 0              | 289    | 17     | 6      |